# کلینکر
کلینکر (به انگلیسی: Clinker) در تولید سیمان پُرتلَند، دانه‌های حرارت دیده‌ای است، که معمولاً ۳-۲۵ میلی‌متر(قطر) دارند و از حرارت دادن به سنگ آهک و آلومینیوم سیلیکات (خاک رس) در طی مرحله کوره سیمان به وجود می‌آیند.
کلینکر جزء یکی از مواد اولیه تولید سیمان به‌شمار رفته و یک محصول فرایندی است و برحسب نوع سیمان، در ترکیب سیمان استفاده می‌شود. به‌طور کلی سیمان را به دو طریقه تر و خشک تهیه می‌کنند. در روش تر مواد اولیه (کلینکر)در آب با هم مخلوط و آسیا می‌گردند و در متد خشک مواد اولیه (کلینکر) در حالت خشک مخلوط و آسیا می‌شوند.
برای تولید آن باید ابتدا سنگ آهک را به وسیلهٔ دینامیت منفجر نمود و پس از استخراج در سنگ شکن‌های مخصوص به تدریج آن را خرد نمود. گرد سنگ را در آسیاهای ساچمه‌ای با دوغاب خاک رس مخلوط می‌نمایند. در این روش آسیا، خرد شدن سنگ به نرمی انجام می‌شود و به گرد تبدیل می‌شود و دوغاب حاصل به مخازن مخصوص هدایت می‌شود.
این مواد با یکدیگر جوش خورده و تشکیل گلوله هائی به اندازه ۴ تا ۳۰ میلی‌متر می‌دهند که به آن‌ها تفاله کوره یا Clinker می‌گویند.

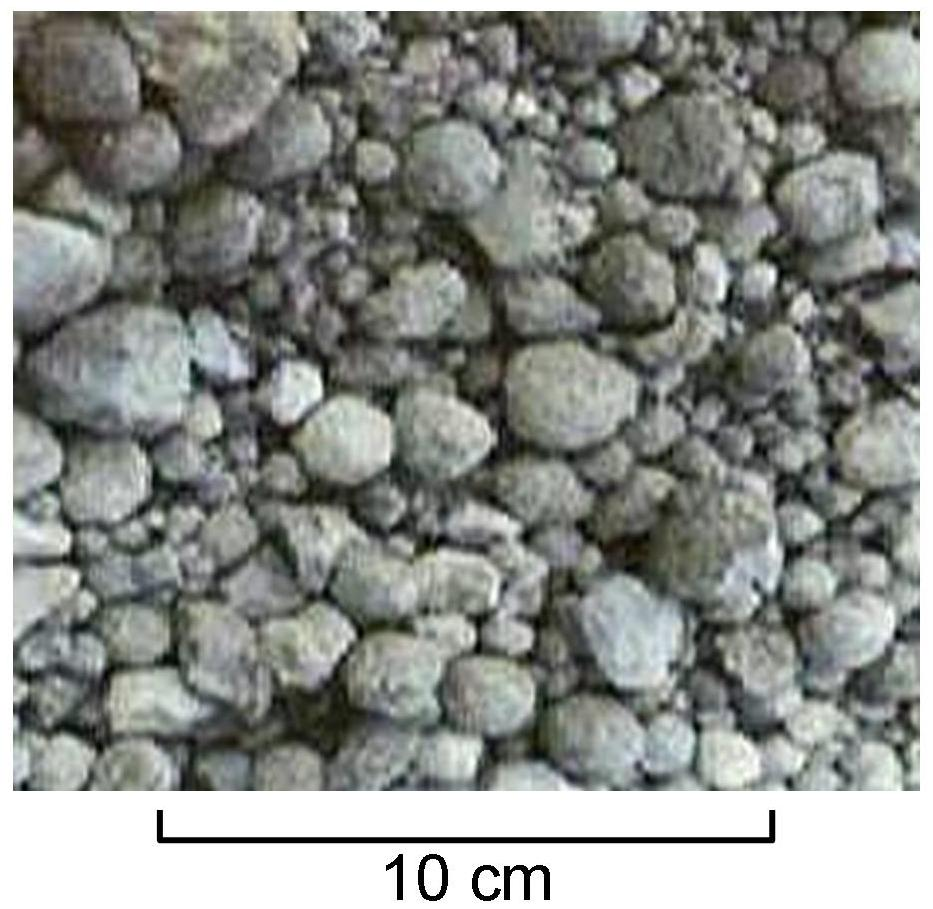
کلینکر نمونه
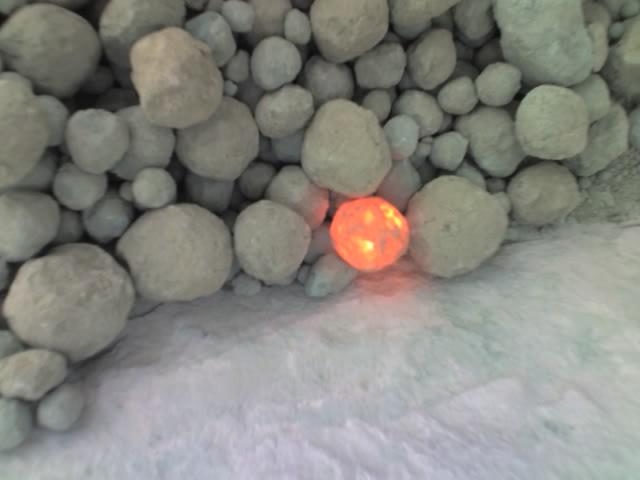
کلینکر داغ